# Europäisches Lkw-Kartell
Das Europäische Lkw-Kartell bestand von 1997 bis 2010, als mehrere europäische Lkw-Hersteller nach interner Absprache ein Kartell gebildet hatten. Die Hersteller trafen Absprachen über Preise und Bruttopreiserhöhungen, um ihre Bruttopreise innerhalb des Europäischen Wirtschaftsraums anzugleichen. Sie sprachen sich auch über den Zeitpunkt der Einführung neuer Emissionstechnologien im Jahr 2004 ab. Zu den am Kartell beteiligten Unternehmen gehörten: MAN, Daimler, Iveco, Volvo/Renault, DAF und Scania. Der Lkw-Markt wird als Oligopol mit wenigen Unternehmen und einer relativ hohen Marktkonzentration charakterisiert, was Absprachen möglich macht. Die Aufmerksamkeit der Kartellbehörden wurde durch MAN auf das Kartell gelenkt, das von der Kronzeugenregelung Gebrauch machte und einen Straferlass erhielt. Auch die meisten anderen Unternehmen kooperierten mit der Europäischen Kommission und schlossen einen Rechtsvergleich, wobei Scania die einzige Ausnahme bildete.
Der Lkw-Markt wird als Oligopolmarkt charakterisiert, in dem wenige Firmen den Großteil der Marktanteile halten und der Konzentrationsgrad relativ hoch ist. Im Jahr 2010, als die Kollusion der Lkw-Hersteller zu Ende ging, lag ihr aggregierter Marktanteil im Europäischen Wirtschaftsraum bei ca. 90 %. Die geringe Anzahl der Unternehmen machte eine Zusammenarbeit leicht und eine Kartellbildung wahrscheinlicher und effektiver.

## Zeitlicher Ablauf der Bildung und Auflösung des Kartells
Am 17. Januar 1997 organisierten leitende Manager der großen Lkw-Hersteller ein Treffen in Brüssel, das den Beginn der Absprachen darstellte. Ab August 2002 verlagerte sich die Organisation des Kartells auf die Tochterunternehmen der deutschen Lkw-Hersteller. MAN beantragte am 20. September 2010 einen Erlass von Geldbußen wegen der Beteiligung an einem Kartell und erhielt diesen am 17. Dezember von der Europäischen Kommission. Am 18. Januar 2011 begann die EU-Kommission mit unangekündigten Nachprüfungen bei Unternehmen der Lkw-Branche. Daraufhin teilte die Europäische Kommission den betroffenen Lkw-Herstellern am 20. November 2014 mit, dass sie im Verdacht stehen, durch Bildung eines Kartells gegen das EU-Kartellrecht zu verstoßen. Am 16. Juli 2016 verhängte die Europäische Kommission Geldbußen gegen die betroffenen Lkw-Hersteller wegen Kartellbildung. Am 27. September 2017 verhängte die Europäische Kommission Geldbußen gegen Scania wegen der Beteiligung an dem Lkw-Kartell.
| Unternehmen   | Ermäßigung nach der Kronzeugenregelung | Ermäßigung nach der Mitteilung über Vergleichsverfahren | Geldbuße (in EUR) |
| ------------- | -------------------------------------- | ------------------------------------------------------- | ----------------- |
| MAN           | 100 %                                  | 10 %                                                    | 0                 |
| Volvo/Renault | 40 %                                   | 10 %                                                    | 670 448 000       |
| Daimler       | 30 %                                   | 10 %                                                    | 1 008 766 000     |
| Iveco         | 10 %                                   | 10 %                                                    | 494 606 000       |
| DAF           | 0 %                                    | 10 %                                                    | 752 679 000       |
| Insgesamt     | -                                      | -                                                       | 2 926 499 000     |

Scania hatte sich nicht am Vergleichsverfahren beteiligt und erhielt 2017 eine Kartellbuße von 880 Mio. Euro. Darüber hinaus haben sich Firmen zur Stiftung „Unilegion Truck Claims“ zusammengeschlossen, um durch eine Sammelklage Entschädigungen zu erhalten (Die Frist ist im Frühjahr 2021 ausgelaufen). Die Klage wird in den Niederlanden verhandelt.

## Der Europäische Lkw Markt

### Vertriebsstruktur und Preissystem
Gewöhnlich werden Lkw über Distributoren und ein Netz von firmeneigenen oder unabhängigen Händlern verkauft. Alle betroffenen Unternehmen haben nationale Tochtergesellschaften für den Vertrieb in den für ihre Branche wichtigsten Ländern. Die Preisgestaltung in der Lkw-Industrie geht von einem Bruttolistenpreis aus, der von der jeweiligen Firmenzentrale festgelegt wird. Für den Import von Lkw in die verschiedenen nationalen Märkte werden die Verrechnungspreise von den oben genannten firmeneigenen oder unabhängigen Händlern festgelegt. Danach folgen die Preise, die von den Händlern in den verschiedenen Märkten gezahlt werden, und der endgültige Netto-Kundenpreis, der den Preisbildungsmechanismus vervollständigt. In dem Fall, dass Hersteller direkt an Händler oder Großkunden verkaufen, können einige Schritte in diesem Preisbildungsmechanismus übersprungen werden. Die am Kartell beteiligten Unternehmen haben ihre Bruttolistenpreise innerhalb des Europäischen Wirtschaftsraumes (EWR) harmonisiert. Mit Iveco als einziger Ausnahme führten die Unternehmen diese festgelegten EWR-Preislisten Anfang der 2000er Jahre ein. Die Preislisten enthielten die Preise aller mittelschweren und schweren Lkw-Modelle sowie alle ab Werk erhältlichen Optionen.

### Transparenz
Die Lkw-Branche ist naturgemäß recht transparent. Wichtige wettbewerbsrelevante Daten, wie z. B. Lkw-Zulassungen, sind öffentlich zugänglich. Mehrere Branchenverbände bilden eine Plattform für den Austausch weiterer Daten wie Lagerbestände, Auftragseingänge und Lieferzeiten. Unternehmen können auch durch Mystery Shopping oder durch Kunden, die das Angebot des jeweiligen Wettbewerbers preisgeben, Daten erhalten. Eine wesentliche Unsicherheit im Markt besteht darin, nicht zu wissen, wie sich die Wettbewerber in der Zukunft verhalten werden, insbesondere hinsichtlich geplanter Änderungen der Bruttopreise und Bruttopreislisten. Wie oben erwähnt, wird diese Unsicherheit durch das kollusive Verhalten der Kartellteilnehmer eliminiert.

### Markteintrittsbarrieren im Lkw Markt
Lkw sind sehr komplexe und differenzierte Produkte. Um Zugang zum Lkw-Markt zu bekommen, sind eine umfassende Kenntnis der erforderlichen Technologie sowie erhebliche Investitionen in den Erwerb der für die Herstellung der Lkw erforderlichen Maschinen notwendig. Darüber hinaus ist der Markt in Europa durch strenge Umweltvorschriften und hohe technologische Standards gekennzeichnet, die erfüllt werden müssen damit das Produkt gesetzlich zugelassen werden kann. Außerdem besteht eine hohe Nachfrage nach mehr Innovation und technologischen Verbesserungen. All diese Faktoren tragen zu relativ hohen Markteintrittsbarrieren auf dem europäischen Lkw Markt bei. Diese hohen Markteintrittsbarrieren führen wiederum dazu, dass vergleichsweise wenige Firmen auf dem Lkw-Markt bestehen können und fördern somit eine Oligopol Bildung.